# La Réserve Paris
Pour les articles homonymes, voir La Réserve.
 (novembre 2020).
La Réserve Paris est un établissement hôtelier classé 5 étoiles, situé au no 42, avenue Gabriel dans le 8e arrondissement de Paris, en région Île-de-France.
Il ouvre ses portes en 2015, obtient la « distinction palace » en 2016 et appartient au Groupe Michel Reybier Hospitality. 

## Situation
Proche de l'avenue des Champs-Élysées et du Triangle d'or, l'hôtel se trouve à l'angle de l'avenue Gabriel et de la rue du Cirque.

## Histoire

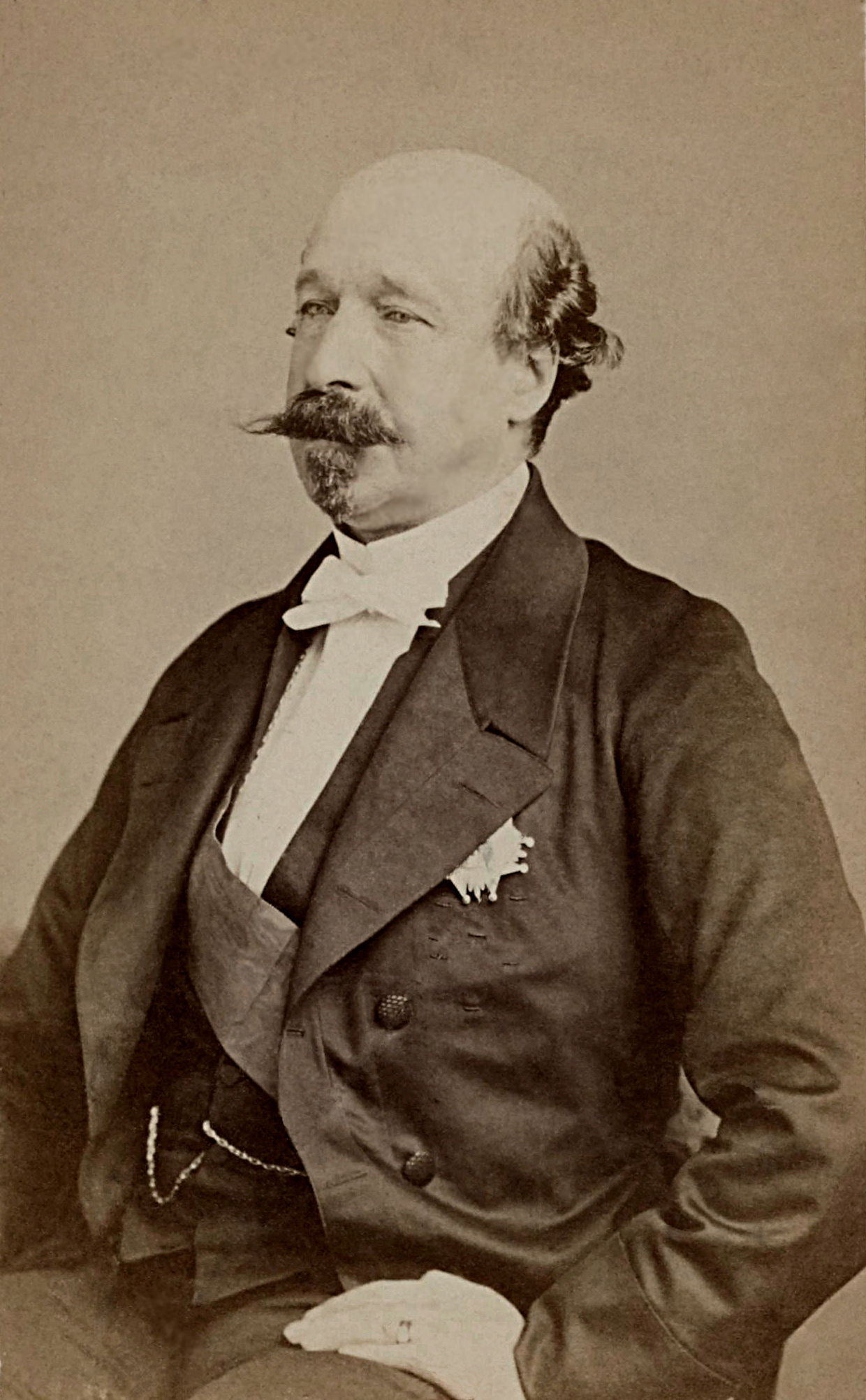
Le duc de Morny.

Le bâtiment est construit en 1854, lors des grands aménagements du baron Haussmann. Il est alors immédiatement investi par la famille du duc de Morny, demi-frère de l'empereur Napoléon III, dont les descendants l'occupent jusqu'en 1888. Il est ensuite acquis par une compagnie d'assurances.
En 1991, le couturier Pierre Cardin acquiert l'immeuble par le biais de sa compagnie d'exploitation et de financement « Capucines » et y fait ouvrir la « Résidence Hôtel Maxim's », établissement qui ferme ses portes en mai 2009. Cette même année, il est racheté par l'homme d'affaires Michel Reybier.
À cette occasion, le bâtiment est entièrement réhabilité dans l'esprit d’origine, sous la houlette du cabinet d'architectes Bach Nguyen et de l'architecte d’intérieur Jacques Garcia.
L'établissement actuel ouvre ses portes le 19 janvier 2015 et obtient la « distinction Palace » en 2016.
En 2017, le palace est « Élu meilleur hôtel du monde » par le magazine américain Conde Nast Traveller, sur un panel de 300 000 votants.

## Architecture
Le bâtiment, construit en 1854, dans un style éclectique, typique du Second Empire, possède à l'origine six niveaux plus un septième en sous-sol, dans lequel un espace bien-être a été aménagé. L’immeuble se développe alors comme n'importe quel immeuble haussmannien de la capitale : un rez-de-chaussée surélevé sur un sous-sol, suivi d'un entresol, de l'étage noble avec son balcon filant, suivi de deux autres niveaux d'habitations et d'un dernier niveau alloué au personnel.
Lors de la réhabilitation du lieu, l'immeuble subit un façadisme : seuls sont conservés les façades et quelques éléments architecturaux majeurs, tel que l'escalier principal, remonté par la suite. Un second niveau de sous-sol, essentiellement technique, est également ajouté à ce moment-là.
L'aménagement intérieur, dans les styles Second Empire et Belle Époque, est dû à l'architecte d'intérieur et décorateur Jacques Garcia.

### Les suites et chambres
Les suites sont au nombre de 25.
Les chambres sont au nombre de 15, dont deux spéciales de 45 m2 appelées « Chambre Premier » et « Chambre Prestige » toutes deux avec vue sur le patio intérieur.

### Les restaurants et le bar

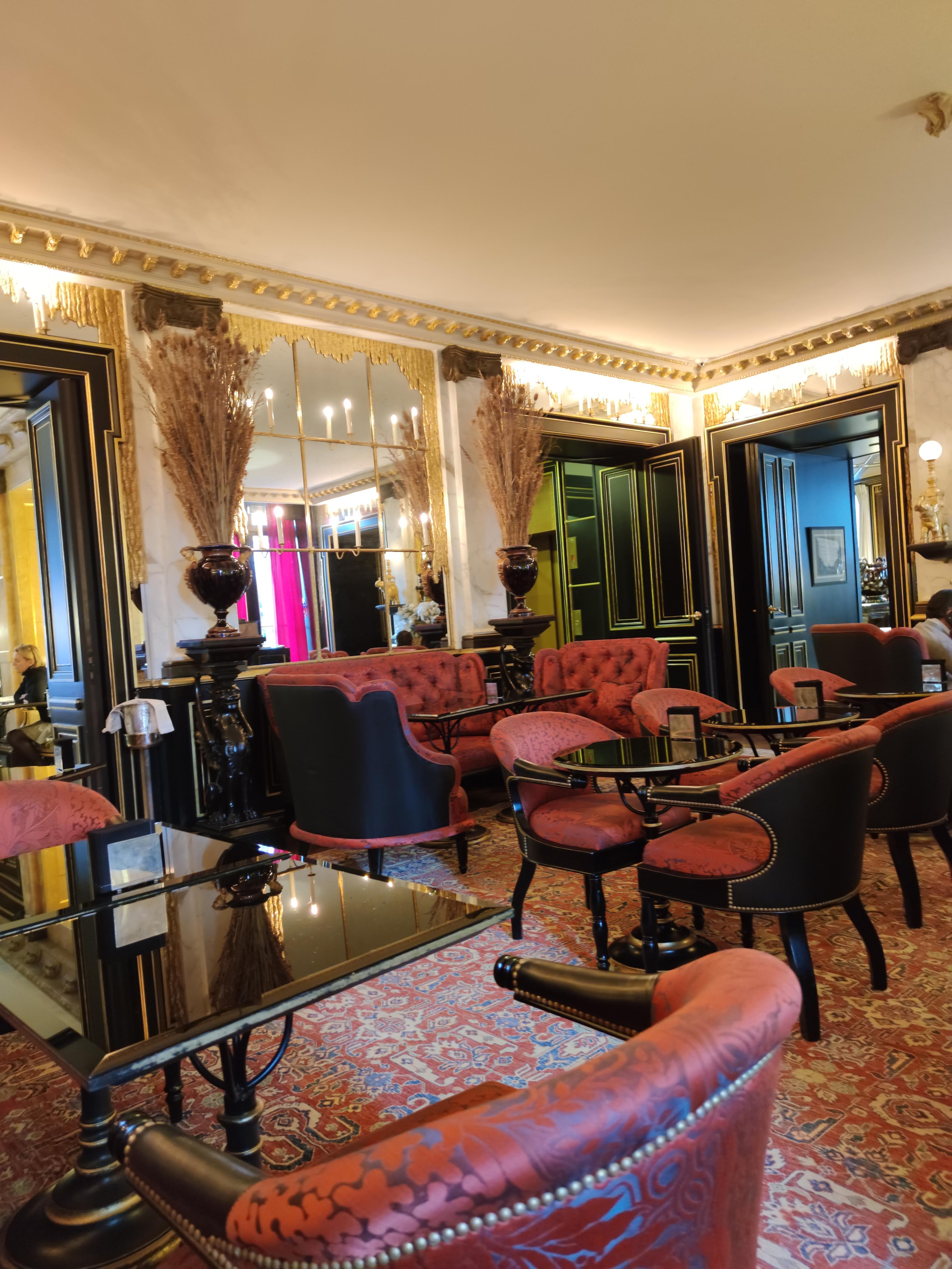
Bar de l’hôtel.

L’établissement possède deux restaurants :
- Le Gabriel affichant 3 étoiles au guide Michelin, sous la direction du chef Jérôme Banctel,
- La Pagode de Cos, sous la direction du chef Jérôme Banctel, proposant une cuisine internationale revisitée, également servie dans La Bibliothèque Duc de Morny.

Et un bar :
- Le Gaspard.

L’établissement propose également un service traiteur dénommé « La Réserve At Home ».